# 軍国主義の歴史
『軍国主義の歴史』（ぐんこくしゅぎのれきし、A History of Militarism）はアルフレート・ファークツ (Alfred Vagts) による軍国主義に関する著作である。

## 概要
ファークツは1892年12月にドイツで生まれ、ミュンヘン大学で歴史や文学を学んだ。第一次世界大戦では志願兵として従軍して東・西戦線を転戦した。
1919年の除隊後には研究を再開して博士号を取得し、1927年にロックフェラー財団の研究員となっている。
ナチ党の権力掌握後はアメリカへ亡命し、1937年に軍国主義の問題についての研究として本書『軍国主義の歴史』を発表した。後にこの著作は初版発表後の軍国主義についての考察が加筆されて改定されている。これは中世ヨーロッパから近代にわたる歴史の研究に基づいて軍国主義を記述し、分析するものであった。
ファークツは本書の序章で軍国主義の概念についてマルクス主義の議論とは異なる見解を示している。軍国主義は一般に支配拡大の傾向と考えられるが、これは帝国主義の概念と比較することができる。帝国主義は領土の拡張を求めるものであるが、軍国主義は人員と費用を求めるものであり、したがって軍国主義は古代から存続する政治的現象と見なすことができる。そこで近代の軍国主義を取り上げるためには近代の軍事組織が古代のそれとは異なり、恒常的に作戦行動を実施しているとは限らないという点に着目する必要がある。つまり近代の軍事組織は本来の任務である戦闘から離れる場合があると指摘する。ファークツによれば軍国主義とは軍事組織が担う本来の軍事行動から逸脱した軍事的威信や理念、行動、習慣の集合であり、これは経済や芸術などを通じて社会全体に普及すると論じる。そして結果的には大衆軍国主義という大衆現象として社会の中に出現すると論じている。
軍国主義の本質の次に本論で取り上げられている歴史は封建制における騎士団から大衆軍への移行、そして大衆軍の発展と軍事化、第一次世界大戦において見られた軍国主義、そして全体主義の国家と共に文民によって主導された軍国主義が出現することが記述されている。